# German Grobe

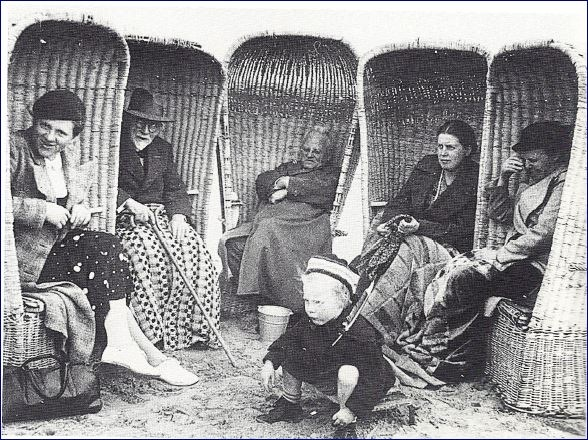
German Grobe (Zweiter von links) im Kreise seiner Familie in Katwijk, 1936

German Grobe (* 27. Januar 1857 in Hanau/Main; † 9. November 1938 in Düsseldorf) war ein deutscher Maler.

## Leben
German Grobe war Sohn des Kaufmanns Johannes Grobe und seiner Ehefrau Amalie, geb. Eberhard. Nachdem er in seiner Vaterstadt ersten Unterricht bei Georg Cornicelius erhalten hatte, besuchte er von 1873 bis 1876 das Städelsche Kunstinstitut in Frankfurt am Main, wo er Schüler von Eduard von Steinle war. Im Oktober 1877 ging Grobe zu Ludwig von Löfftz an die Kunstakademie München und wechselte 1879 an die Kunstakademie in Düsseldorf, wo er zunächst Schüler von Eduard von Gebhardt war. Von 1880 bis 1883 war er Schüler von Eugen Dücker, einem der führenden Landschaftsmaler in Deutschland. Zur Vorbereitung auf den neuen Lehrer besuchte Grobe im Sommer 1879 acht Wochen die Künstlerkolonie Ekensund am Nordufer der Flensburger Förde. Der entscheidende künstlerische Impuls ging für Grobe jedoch von Dückers Vorgänger Andreas Achenbach aus, dessen realistisch-pathetische Seestücke in Deutschland über viele Jahre die Vorstellung vom „pittoresken Holland“ prägten.
Grobe unternahm Studienreisen an die Küstenregionen von Bordighera/Riviera (1881 und 1882), Le Tréport/Normandie und Vlissingen (1882), Sylt und erneut Vlissingen (1883) und Ekensund (1884). Eine weitere Studienreise führte ihn 1884 nach Egmond aan Zee.
Nach seiner Heirat mit Margarethe von Schultz (1884) wechselte Grobe mehrfach den Wohnsitz. Zunächst war er in Düsseldorf ansässig, von 1885 bis 1887 in Hamburg und von 1888 bis 1891 in München. In Hamburg wurde er Mitglied im Hamburger Künstlerverein von 1832. 1892 ließ er sich dauerhaft in Düsseldorf nieder, wechselte hier jedoch häufig den Wohnsitz, bis er in der Winkelsfelder Straße 15 im Stadtteil Pempelfort, wo er 1907 ein Haus erwarb, für den Rest seines Lebens ansässig wurde.
Ab 1887 unternahm Grobe in Begleitung seiner Familie alljährlich Studienreisen nach Katwijk, wohin er bis an sein Lebensende immer wieder zurückkehrte. Grobe, der in einer evangelisch-freikirchlichen Gemeinde verantwortlich mitarbeitete, führte ein sehr zurückgezogenes Leben. Mit Wilhelm Hambüchen, Heinrich Hermanns, Eugen Kampf u. a. gehörte er zum Verein der Düsseldorfer Künstler. Ab 1884 war er mit seinen Bildern auf Ausstellungen in Düsseldorf, Berlin, München, Wien, Magdeburg, Bremen und Dresden vertreten. 1902 rief er in Düsseldorf eine „Malschule für Damen“ ins Leben. Aus Anlass seines 70. Geburtstages ehrte ihn der Kunstverein für die Rheinlande und Westfalen in Düsseldorf 1927 mit einer Einzelausstellung. Aus Anlass seines 80. Geburtstages wurden an gleicher Stelle erneut „einige bezeichnende Werke“ ausgestellt. Im September 1937 ehrte die Gemeinde Katwijk den 80-jährigen Künstler aus Anlass der 50. Wiederkehr seines ersten Besuches. Die Presse würdigte ausführlich sein Lebenswerk, das Fest endete mit einer Serenade und der niederländischen Nationalhymne. Grobe starb am 9. November 1938 in Düsseldorf. Ein Enkel Grobes ist der Kunsthistoriker Dietrich Bieber (* 1935 in Düsseldorf).

## Werk

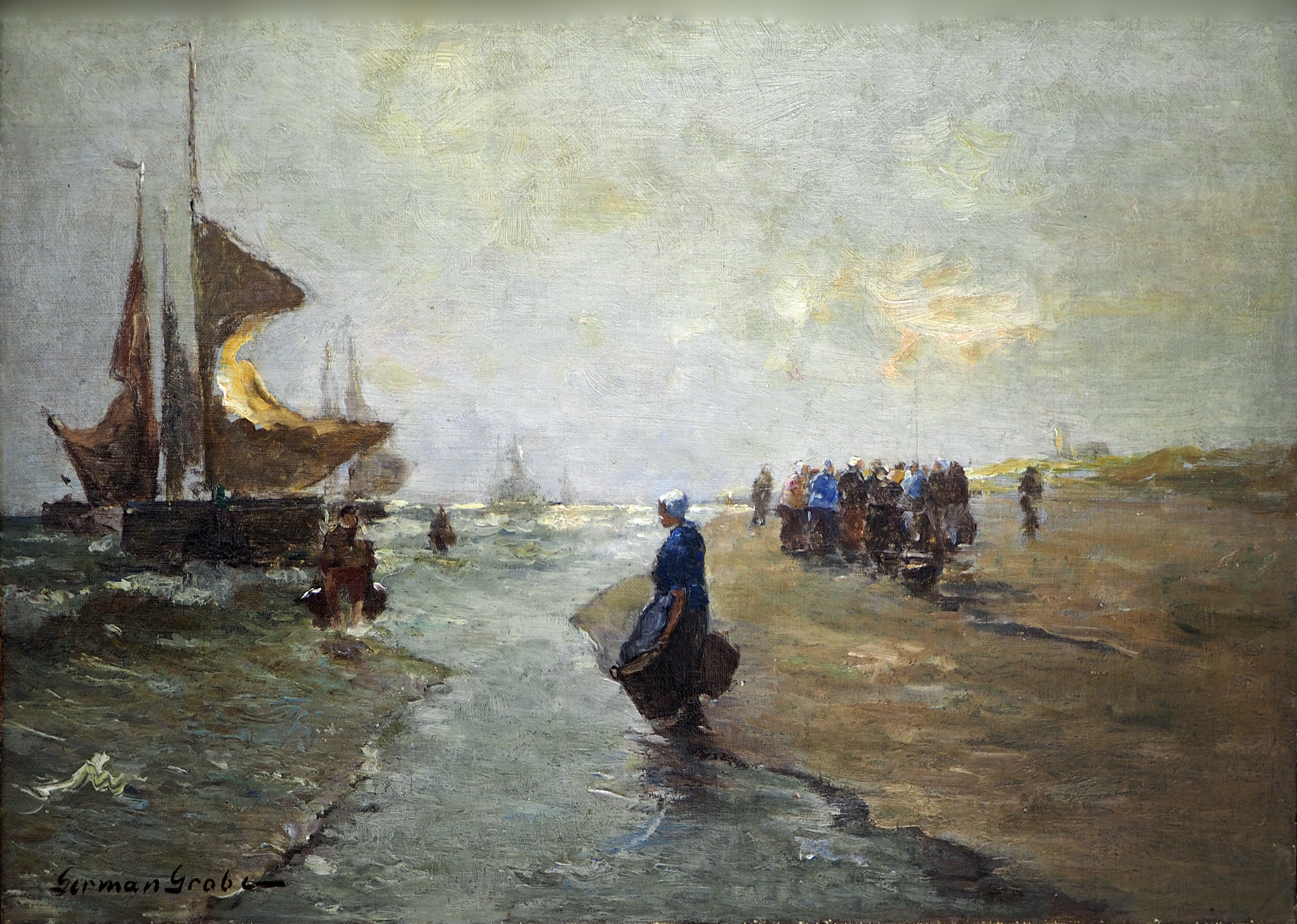
Am Strand von Katwijk

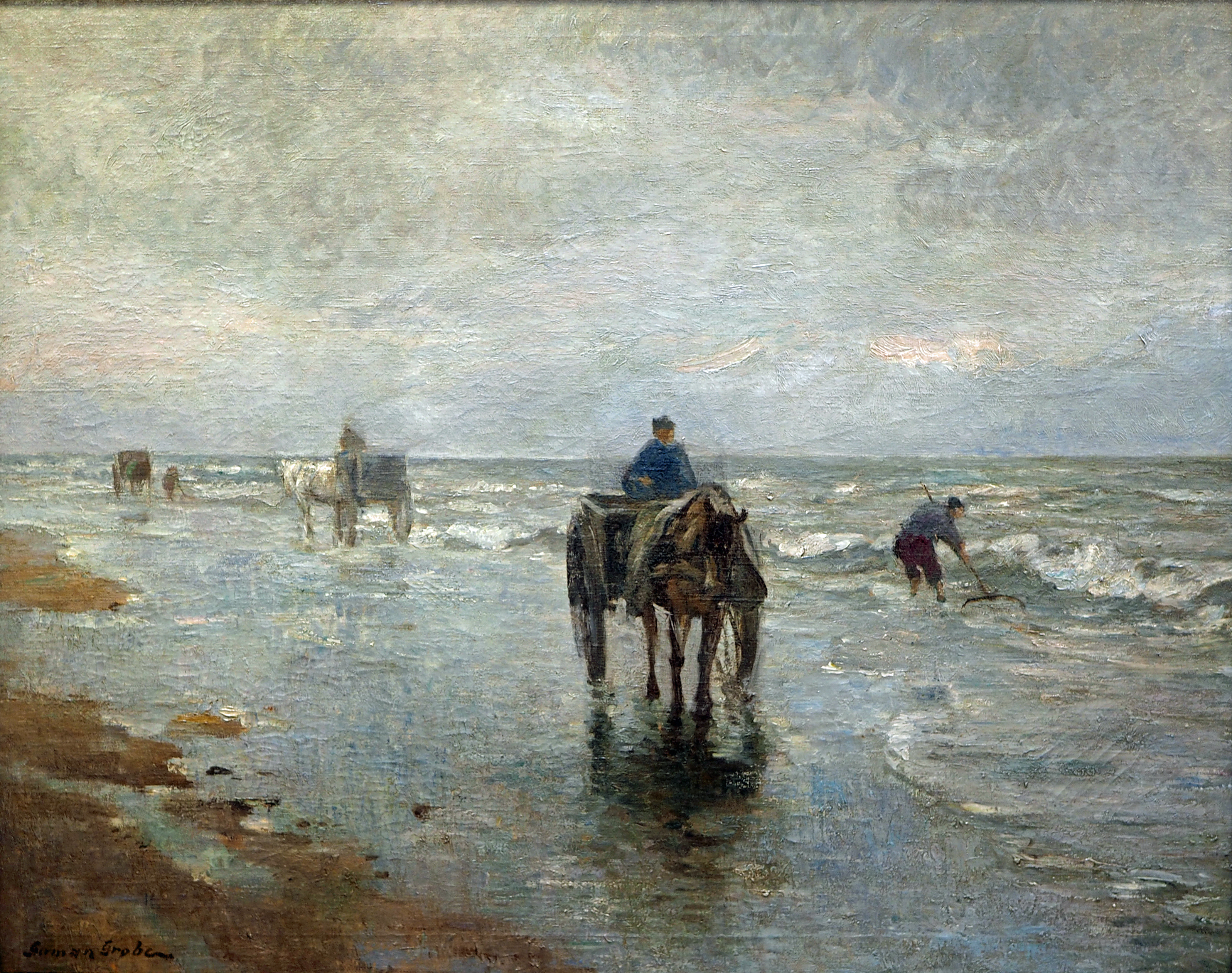
Muschelfischer

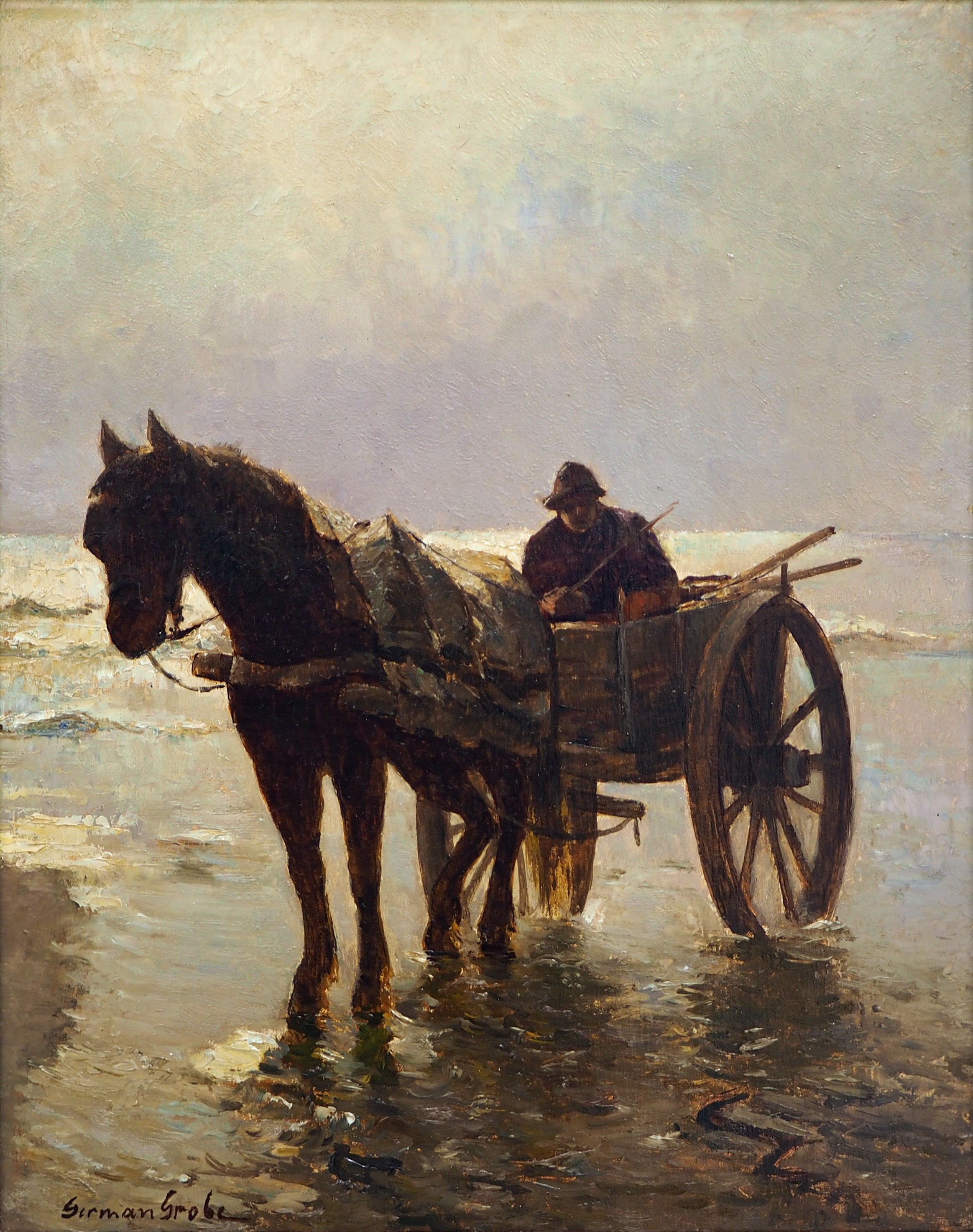
Fischerkarren am Strand

Der große Erfolg, den Andreas Achenbach mit dem sogenannten Marinegenre hatte, veranlasste Grobe im Alter von 26 Jahren, sich ebenfalls dem Leben und Treiben der holländischen Fischer und Seeleute am Strand, den Hafenanlagen und den ablegenden und ankommenden Fischerbooten zuzuwenden. Unter dem Einfluss von Achenbach entstand um 1882/1883 das erste große Marinebild, Hafeneinfahrt bei Sturm. Es folgten Bilder, in denen das Thema „holländische Fischerflottille“ mehrfach variiert erscheint: Am Ufer verankert liegen aneinandergereiht bis zu zehn flachbodige Fischereifahrzeuge, niederländisch „Bomschuiten“, während sich am Ufer die Menschen versammeln, um mit dem Ausladen der Fangs zu beginnen.
Die Aufenthalte in seiner zweiten Heimat Katwijk brachten ihn künstlerisch in die Nähe der Maler der Haager Schule, insbesondere zu deren populärsten Vertreter Hendrik Willem Mesdag. Grobe verstand es auf suggestive Art, Fischerboote auf dem Meer darzustellen, es gibt aber auch reine Meeresbilder unter dem Einfluss von Licht und Wind mit und ohne Strand. In Katwijk erweiterte Grobe das Spektrum seines Schaffens um Fischauktionen am Strand, Muschelfischer mit ihren Karren, Badegäste sowie Kinder am Meeressaum. Unter dem Einfluss von Max Liebermanns epochemachendem Bild der Netzflickerinnen (1889) griff auch Grobe dieses Thema auf. Grobe und Liebermann sind sich 1890 in Katwijk begegnet, was Grobe zusätzlich beflügelt haben dürfte, sich mit dem berühmten Landsmann zu messen. Weitere Überschneidungen mit Liebermann finden sich im Motiv der Kartoffelernte. Ein weiterer Motivkomplex sind Ortsansichten von Katwijk mit den hier lebenden Menschen in ihrer charakteristischen altertümlichen Tracht. Wie bei zahllosen anderen Künstlern finden sich auch bei Grobe das Motiv der Gassen um die Oude Kerk und der Schleuse am Alten Rhein.
Aus Sorge um den Lebensunterhalt für seine achtköpfige Familie verhielt sich Grobe marktkonform. Auf der Grundlage zahlreicher Bleistiftzeichnungen und vor Ort entstandener Ölstudien war Grobe überaus produktiv. Viele Bilder entstanden auf Bestellung und zeigen, wie Dietrich Bieber schreibt, „ab etwa 1916 zunehmend retrospektiv den Alltag der vom Fischfang lebenden Katwijker Bevölkerung.“
Werke in öffentlichem Besitz finden sich im Katwijks Museum, Stedelijk Museum De Lakenhal Leiden, Museum Kunstpalast Düsseldorf, Museumsberg Flensburg, Museum Kunst der Westküste in Alkersum auf Föhr, Altonaer Museum Hamburg und Historischen Museum Schloss Philippsruhe, Hanau.

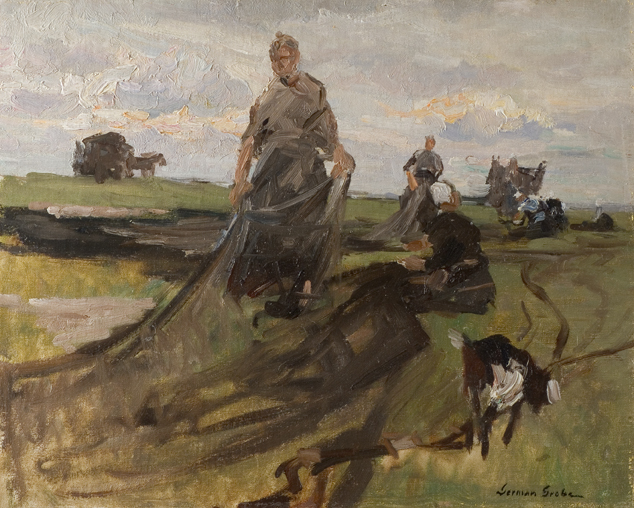
Netzflickerinnen mit Ziege in den Dünen, o. Dat., Öl auf Leinwand, auf Pappe aufgezogen, 35 × 44 cm, Museum Kunst der Westküste, Alkersum
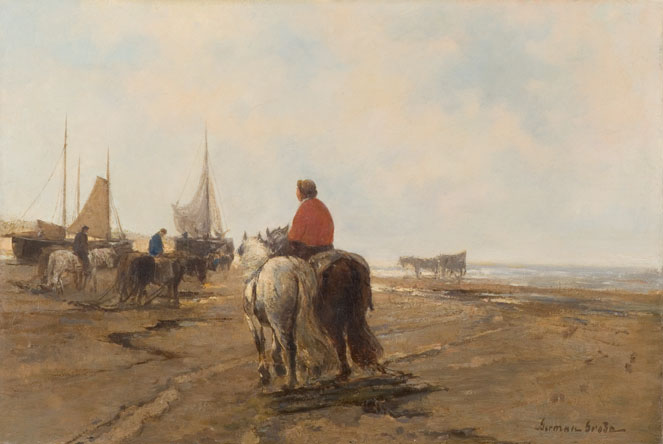
Fischer bei der Arbeit am Strand von Katwijk, o. Dat., Öl auf Leinwand, doubliert, 36 × 53 cm, Museum Kunst der Westküste, Alkersum
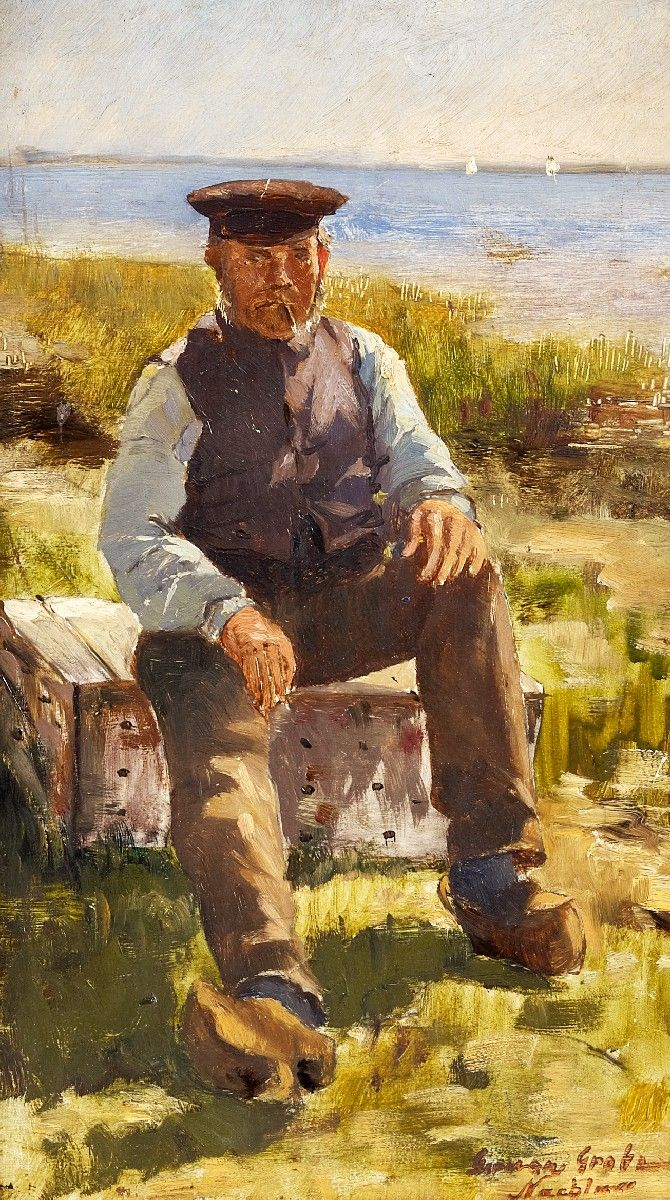
Der Fischer, Öl auf Karton, 38 × 23 cm

## Ausstellungen
- 1998 German Grobe (1857–1938), Einzelausstellung, Katwijks Museum.